# کوهستان الس‌ورث
کوهستان الس‌ورث عمیق‌ترین رشته‌کوه در جنوبگان است.